# 동종면역
동종면역(同種免疫, 영어: alloimmunity 또는 isoimmunity)은 같은 종의 구성원의 항원(동종항원(alloantigen, isoantigen))에 대한 면역 반응이다. 2개의 주된 동종항원의 종류로는 혈액형 항원과 주조직 적합성 복합체 항원이 있다.

## 거부 반응의 종류

### 수혈 반응
교차 적합 검사의 실패는 호환되지 않는 혈액 그룹의 헌혈액이 수혈될 수 있으므로 수혈 반응을 일으키게 된다.

### 태아 및 신생아의 용혈병
신생아 용혈성 질환은 어미의 항체가 태아의 항원을 용인하지 못한다는 점에서 수혈 반응과 비슷하며, 임신 면역 내성이 손상을 입었을 때 발생한다. 수많은 예에 따르면 어미의 면역계는 태아의 혈액 세포를 공격하여 태아 빈혈을 일으킨다. 신생아 용혈성 질환은 그 정도가 약할 수도 있고 심각할 수도 있다. 심각한 경우 자궁 내 수혈 또는 생존을 위해 조속한 인도가 요구되지만, 약한 정도일 경우 출생 시 광선 치료만이 요구된다.

### 이식 거부 반응

#### 급성 거부 반응
급성 거부 반응은 항원 특정 Th1 및 세포독성 T 림프구에 의해 발생한다. 동종항원의 표출로 인하여 이식된 조직을 인지한다. 이식 후 처음 수일에서 수주 동안 이식의 거부 반응이 일어난다.

#### 초급성 및 촉진 거부 반응
초급성 및 촉진 거부 반응은 동종이식편에 대한 항체 중재 면역 반응이다. 수용자의 혈액은 이식 전에 순환 중인 항체를 이미 포함하고 있는데, 이는 과거의 면역 조치(예: 반복되는 수혈)에 의해 초래된 항체나 IgM이다.

#### 만성 거부 반응
만성 거부 반응은 완전히 이해되지는 않았으나 동종항체와 사이토카인 생성과 관련된 것으로 알려져 있다. 혈관의 내피가 손상되기 때문에 이식편은 충분히 혈액을 공급받지 못하고 섬유 조직으로 대체된다. (섬유화) 이러한 방식으로 이식편을 거부하는 일은 적어도 2개월이 소요된다.

## 같이 보기
- 타가이식술
- 신생아용혈병

## 참고 문헌
- Cellular and Molecular Immunology, 7th edition by Abul K. Abbas, Andrew H. Lichtman, Shiv Pillai, Saunders Copyright